# Zygmunt Górski (działacz niepodległościowy)
Zygmunt Górski (ur. 10 grudnia 1897, zm. 14 marca 1941 w KL Auschwitz) – działacz społeczny i niepodległościowy.
Posługiwał się pseudonimami Gryz (przed 1918) oraz Gryzmunt (w okresie okupacji hitlerowskiej).

## Życiorys
Był synem Józefa Górskiego i Marii Cieślikowskiej.
Od lat najmłodszych działał w ruchu niepodległościowym. W 1905 roku na wezwanie delegata do strajku szkolnego jako pierwszy opuścił ławkę szkolną i w związku z tym był zmuszony do przerwania nauki. W związku z tym uczęszczał do tajnej polskiej szkoły prowadzonej przez panie Gronc i Soczek w gmachu Hotelu Rzymskiego w Radomiu. W 1916 ukończył kurs buchalteryjny.
W marcu 1914 roku, już jako członek Radomskiej Organizacji Niepodległościowej, organizował w szkołach Radomia uczniowski bojkot uroczystości carskich z okazji stłumienia powstania styczniowego. Brał czynny udział w kierowanej przez Jana Wigurę akcji rozbicia pochodu młodzieży pod pomnik „Cara Oswobodziciela”, urządzonego przez władze carskie.
W 1914 przyłączył się do zwolenników komendanta Józefa Piłsudskiego na terenie Radomia. W trakcie przegrupowania wojsk rosyjskich na ulicach Radomia rozlepiał na murach miasta odezwy niepodległościowe podpisane przez biskupa Władysława Bandurskiego oraz Michała Sokolnickiego. Kolportował patriotyczne wydawnictwa podziemne, a uzyskaną gotówkę przekazywał do kas legionowych. Z pozyskanych środków skupywał broń, amunicję i materiały wybuchowe. Stworzył nielegalny skład broni i amunicji w magazynach Elektrowni Radomskiej, gdzie pracował jako magazynier. W 1915 w momencie ewakuacji magazynów i wyposażenia Elektrowni przez wycofujących się Rosjan, dokonał akcji ukrycia zgromadzonej broni i amunicji na terenie przylegającym do Elektrowni Miejskiej. Po zajęciu miasta przez Austriaków przekazał zgromadzoną broń do nowo utworzonego biura werbunkowego Legionów, z którym nawiązał ścisłą współpracę.
Był członkiem Polskiej Organizacji Wojskowej od pierwszych dni jej istnienia w Radomiu. Początkowo był kolporterem. W 1917 założył i prowadził tajną drukarnię Polskiej Organizacji Wojskowej, w której drukowane były także odezwy Narodowego Związku Robotniczego. Na życzenie Polskiej Organizacji Wojskowej wszedł w skład Narodowego Związku Robotniczego z zadaniem zwerbowania do POW zgrupowanej tam młodzieży. W roku 1917 z polecenia POW wziął udział w obaleniu i zniszczeniu pomnika postawionego „Carowi Oswobodzicielowi” w Radomiu (róg ul. Wysokiej i Lubelskiej). W listopadzie 1918 roku uczestniczył w akcji likwidowania i zatrzymywania prowokatorów i konfidentów. Uczestniczył w rozbrajaniu wojsk austriackich w Radomiu i niemieckich.
Pod koniec 1918 roku oddelegowany do tworzenia lokalnej Straży Bezpieczeństwa, której zadaniem była ochrona ludności cywilnej oraz lasów państwowych. Od 1919 ponownie służył w Powiatowej Komendzie Uzupełnień 3 pułku piechoty Legionów w Radomiu. W 1920 roku skoszarowany w Kielcach, gdzie ukończył szkołę podoficerów gospodarczych przy Dowództwie Okręgu Generalnego w Kielcach.
Brał czynny udział w wypadkach majowych w roku 1926 rozgrywających się na terenie Radomia.
Był zwolennikiem Bezpartyjnego Bloku Współpracy z Rządem (BBWR), brał udział w akcjach wyborczych BBWR w wyborach do Sejmu i Senatu II RP.
Pracował w magistracie radomskim, a od II poł. lat 20. XX w. zajmował stanowisko głównego buchaltera w Fabryce Wyrobów Szamotowych i Kamionkowych „Marywil” w Radomiu.
W 1936 roku kupił dwór i majątek we Wrzeszczowie.
W lipcu 1939 roku z uwagi na funkcję pełnioną w „Marywilu” nie podlegał mobilizacji. Wstąpił do Związku Walki Zbrojnej i przyjął pseudonim „Gryz”. Dowodził grupą dywersyjną na terenie powiatu radomskiego. Na początku okupacji hitlerowskiej we Wrzeszczowie i Radomiu organizował nabór do ruchu oporu oraz gromadził zapasy broni. Zwerbował do konspiracji najstarszą córkę Zofię Górską, późniejszą pisarkę i działaczkę polonijną znaną jako Zofia Romanowiczowa.
Aresztowany w nocy z 24 na 25 stycznia 1941 radomskie przez Gestapo w ramach serii aresztowań wymierzonych we „wrogów Rzeszy” na podstawie wcześniej przygotowanej listy. Po brutalnym przesłuchaniu, aresztowany wraz z córką Zofią Górską, został wysłany do obozu przejściowego w Skarżysku-Kamiennej. 22 lutego 1941 wyrokiem doraźnego sądu policji bezpieczeństwa skazany na karę śmierci. Jako więzień polityczny 24 lutego 1941 wysłany do niemieckiego obozu koncentracyjnego KL Auschwitz w transporcie 290 aresztowanych w Radomiu działaczy niepodległościowych, społecznych oraz przedstawicieli duchowieństwa i inteligencji. Otrzymał numer obozowy 10530.
Został zamordowany 14 marca 1941 wraz z grupą 72 polskich więźniów politycznych z tego transportu rozstrzelanych tego dnia w dole żwirowni, koło tzw. Theatergebäude. Po jego śmierci Niemcy zarekwirowali majątek we Wrzeszczowie.

## Przynależność do organizacji społecznych
- Związek Legionistów Polskich (od 1923) – członek Zarządu Okręgowego Związku Legionistów odpowiada za dział opieki nad rodzinami i grobami poległych legionistów. Tworzy Cmentarz Legionowy na cmentarzu miejskim w Radomiu.
- Związek Strzelecki (od 1925) – członek Komendy Obwodu.
- Związek Peowiaków Koło Radom (od 1930) – członek Zarządu
- Polskie Towarzystwo Tatrzańskie (od 1929) – członek Komisji Rewizyjnej
- Związek Zawodowy Pracowników Biurowych
- Wojskowy Klub Sportowy „Czarni”

## Odznaczenia
- Krzyż POW
- Krzyż Legionowy
- Medal Pamiątkowy za Wojnę 1918–1921
- Odznaka „Rozbrojenie i wypędzenie Niemców z Warszawy 11 XI 1918"
- Krzyż Niepodległości